# 石峡乡
石峡乡，是中华人民共和国江西省抚州市资溪县下辖的一个乡镇级行政单位。

## 行政区划
石峡乡下辖以下地区：
石峡村、堡上村、彭田村、双斜村、茶园山村、云溪村、后坑村和石峡林场生活区。